# الدوري الهولندي الممتاز 1912–13
الدوري الهولندي الممتاز 1912–13 (بالهولندية: Nederlands landskampioenschap voetbal 1912/13)‏ هو الموسم 25 من الدوري الهولندي الممتاز. أشرف على تنظيمه الاتحاد الملكي الهولندي لكرة القدم، وكان عدد الأندية المشاركة فيه 18، وفاز فيه سبارتا روتردام.